# Caine Youngman
Caine Youngman (n. Francistown)  es un activista por los derechos humanos y LGBT de Botsuana. Ganó atención internacional por primera vez en 2011 por su lucha a favor de la despenalización de la homosexualidad en su país. Trabajó para el grupo de derechos humanos LEGABIBO (Lesbianas, Gays y Bisexuales de Botsuana) hasta diciembre de 2022 y formó parte de la junta directiva de Pan Africa ILGA, el capítulo regional de la Asociación Internacional de Lesbianas, Gays, Bisexuales, Trans e Intersexuales (ILGA).
En su faceta como activista, Youngman participó en casos judiciales que obligaron al gobierno de Botsuana a registrar legalmente a LEGABIBO y a despenalizar las relaciones consentidas entre personas del mismo sexo.

## Activismo
Youngman se unió a LEGABIBO en 2005, donde fue jefe de políticas y defensa legal. Dejó la organización en 2022 para mudarse al extranjero. Ha participado en esfuerzos de litigio estratégico para mejorar la situación legal de las personas LGBT en Botsuana. En 2009 anunció una demanda para impugnar la prohibición de las relaciones homosexuales consentidas en Botsuana, que fue presentada en 2011 pero luego retirada para recopilar información adicional y tener mayores posibilidades de éxito. Cuando un grupo evangélico comparó la homosexualidad con el incesto y el vicepresidente de la Asamblea Nacional de Botsuana calificó a los homosexuales de «demoníacos y malvados», Youngman criticó estas declaraciones como «irrespetuosas, odiosas e ignorantes».
En un caso judicial que obligó al gobierno de Botsuana a registrar a LEGABIBO en 2014, Youngman estuvo entre los litigantes y describió la negativa del gobierno como una violación de sus «derechos a la igualdad, la libertad de expresión y la libertad de reunión y asociación». El gobierno se había negado a registrar al grupo durante nueve años. A través de LEGABIBO, Youngman participó en el caso del Tribunal Superior de Botsuana que despenalizó las relaciones consentidas entre personas del mismo sexo en 2019. El caso fue visto como una decisión histórica con relevancia para otros países africanos. Youngman criticó luego al fiscal general cuando el Estado apeló la decisión del tribunal.
En un debate radial en vivo en 2016, el pastor estadounidense Steven Anderson atacó verbalmente a Youngman por su orientación sexual y pidió al gobierno de Botsuana que matara a los homosexuales. Después de la transmisión, el entonces presidente Ian Khama ordenó la deportación de Anderson por incitación al odio. En un evento con el embajador de Estados Unidos en Alemania, Richard Grenell, Youngman pidió a Estados Unidos que impida que los pastores evangélicos estadounidenses en África «presionen a nuestros gobiernos para que apliquen leyes de sodomía o las endurezcan e incluyan la pena de muerte como ley para la comunidad LGBTI».
Youngman cree que el activismo LGBT local no debe verse eclipsado por los donantes extranjeros. En su activismo, utiliza expresiones setsuanas para términos ingleses como orientación sexual y trabaja con representantes de la sociedad, incluidos líderes religiosos y jefes tradicionales. Fue miembro de la junta directiva de Pan-Africa ILGA, el capítulo regional de la Asociación Internacional de Lesbianas, Gays, Bisexuales, Trans e Intersexuales, y es fideicomisario de The Other Foundation. En 2016, apareció en el programa Working Lives del canal BBC World News.
En 2022, Youngman criticó que las personas LGBT fueran excluidas e intimidadas durante las reuniones para el proceso de revisión constitucional de Botsuana en 2022

## Vida personal
Youngman se dio cuenta de que era gay en la escuela primaria. Varios de sus familiares se enteraron de su orientación sexual cuando anunció públicamente la demanda judicial para despenalizar la homosexualidad en 2009. En años posteriores, Youngman declaró que siempre se sintió apoyado por su familia católica. Se casó fuera de Botsuana en 2019 y abandonó el país en 2022.